# ويليام ستيفنز لوتون
ويليام ستيفنز لوتون (بالإنجليزية: William Stevens Lawton)‏ هو عسكري أمريكي، ولد في 16 مايو 1900 في نيوبورت في الولايات المتحدة، وتوفي في 26 فبراير 1993 في Fort Belvoir ‏ في الولايات المتحدة.